# Basket Club Montbrison
Actualités
Le Basket Club Montbrison est un club français de basket-ball fondé en 1934 et basé dans la ville de Montbrison.
Le club évolue en Nationale Masculine 2 (4e division) depuis 2014.

## Historique
Le Basket Club Montbrison est créé en 1934 par une poignée de sportifs passionnés, composée entre autres d'André Dubruc, Romain Chaux, Marius Huguet et Jean-Pierre Cherblanc. Le club s'impose rapidement comme un des plus important de la région Rhône-Alpes en devenant "Champion du Lyonnais" en 1938, le premier titre de son histoire.
Sous l'impulsion de Cherblanc en 1946, le BCM devient le premier club français à se doter d'une salle de sport couverte exclusivement consacrée à la pratique du basket-ball : le complexe sportif de Beauregard.
Le club gagne son premier titre majeur en 1966 où il remporte le championnat de Nationale 2 (2e division). Fluctuant entre le 1er et le 3e échelon du championnat de France, il remporte ce dernier en 1973 et en 1981.
Descendu petit à petit dans les divisions inférieures, le BCM remonte en NM2 (4e division) en 2009 puis en NM1 deux ans après. Depuis 2014, Montbrison est stabilisé en Nationale 2 où l'équipe joue pour les cinq premières places de sa poule. Lors de la saison 2022-2023, l'équipe termine à la première place de sa poule avec un excellent bilan de 22 victoires pour 4 défaites. Disposant de l'ESMS 40 en quarts de finale et terminant 4e au final-four, le BCM décroche sa promotion en NM1 mais le club refuse la montée pour faute de moyens financiers.
La saison suivante est plutôt réussie pour les montbrisonnais qui finissent à une belle cinquième place avec 11 défaites et 15 victoires en 26 rencontres disputées. En parallèle, le club découvre cette saison son nouvel écrin, le gymnase André-Dubruc, rénové entièrement et qui succède à l'historique salle Cherblanc, devenue trop vétuste. Après cette belle saison, l'objectif est de continuer à jouer le haut de tableau en N2, il en sera tout autre.
Le BCM accueille le Cannet en ouverture de sa saison 2024-2025 et s'impose (98-94) avant d'enchaîner 7 défaites consécutives, ce qui entraîne le licenciement de Mostafa El Hafidi, qui est remplacé par Jérémy Vial (un match) puis par Yassine Bassine jusqu'à la fin de la saison. Rapidement en lutte pour son maintien, les montbrisonnais voit se succéder les mauvais résultats et sont finalement relégués en Nationale 3 avec une moribonde avant-dernière place. De plus, le club est en proie à de fortes difficultés financières matérialisées par un trou de 120 000 euros.

## Palmarès
- Championnat de France de 2e division (aujourd'hui Pro B) : 
  - Champion de France de Nationale 2 : 1966

- Championnat de France de 3e division : 
  - Champion de France de Nationale 3 : 1973, 1981

- Trophée Coupe de France Amateur : 
  - Finaliste en 2015 et 2019

- Champion de France Junior : 1988

## Bilan saison par saison
| Saison    | Championnat national | Championnat national | Championnat national | Championnat national | Championnat national | Coupe de France | Autres compétitions nationales  | Autres compétitions nationales | Entraîneur        |
| Saison    | Div.                 | Class.               | %Vic                 | V - D                | Phase finale         | Coupe de France | Compétition                     | Résultats                      | Entraîneur        |
| --------- | -------------------- | -------------------- | -------------------- | -------------------- | -------------------- | --------------- | ------------------------------- | ------------------------------ | ----------------- |
| 2008-2009 | 5 NM3                | 1re/14 - Poule L     | -                    | -                    | Finaliste            | Non qualifié    | -                               | -                              | -                 |
| 2009-2010 | 4 NM2                | 8e/14 - Poule A      | -                    | -                    | Non qualifié         | Non qualifié    | -                               | -                              | -                 |
| 2010-2011 | 4 NM2                | 1re/14 - Poule A     | -                    | -                    | Finaliste            | Non qualifié    | -                               | -                              | -                 |
| 2011-2012 | 3 NM1                | 16e/18               | 18 %                 | 6 - 28               | Non qualifié         | 32e de finale   | -                               | -                              | -                 |
| 2012-2013 | 4 NM2                | 1re/14 - Poule A     | 86%                  | 19 - 3               | Finaliste            | Non qualifié    | -                               | -                              | -                 |
| 2013-2014 | 3 NM1                | 17e/18               | 21 %                 | 7 - 27               | Non qualifié         | 32e de finale   | -                               | -                              | -                 |
| 2014-2015 | 4 NM2                | 3e/14 - Poule A      | 54 %                 | 13 - 11              | Non qualifié         | Non qualifié    | Trophée Coupe de France Amateur | Finaliste                      | Guillaume Pons    |
| 2015-2016 | 4 NM2                | 6e/14 - Poule A      | 62 %                 | 16 - 10              | Non qualifié         | Non qualifié    | Trophée Coupe de France Amateur | 8e de finale                   | Guillaume Pons    |
| 2016-2017 | 4 NM2                | 12e/14 - Poule D     | 38 %                 | 10 - 16              | Non qualifié         | Non qualifié    | -                               | -                              | Guillaume Pons    |
| 2017-2018 | 4 NM2                | 5e/14 - Poule A      | 62 %                 | 16 - 10              | Non qualifié         | Non qualifié    | -                               | -                              | Jérémy Beaufort   |
| 2018-2019 | 4 NM2                | 4e/14 - Poule A      | 65 %                 | 17 - 9               | Non qualifié         | Non qualifié    | Trophée Coupe de France Amateur | Finaliste                      | Jérémy Beaufort   |
| 2019-2020 | 4 NM2                | 5e/14 - Poule A      | 53 %                 | 10 - 9               | Annulée              | Non qualifié    | Trophée Coupe de France Amateur | Quarts de finale/annulée       | Jérémy Beaufort   |
| 2020-2021 | 4 NM2                | 8e/14 - Poule A      | 50 %                 | 2 - 2                | Annulée              | Non qualifié    | -                               | -                              | Jérémy Beaufort   |
| 2021-2022 | 4 NM2                | 3e/14 - Poule A      | 69 %                 | 18 - 8               | Non qualifié         | Non qualifié    | -                               | -                              | Jérémy Beaufort   |
| 2022-2023 | 4 NM2                | 1re/14 - Poule A     | 85 %                 | 22 - 4               | 4e                   | Non qualifié    | -                               | -                              | Jérémy Beaufort   |
| 2023-2024 | 4 NM2                | 5e/14 - Poule A      | 58 %                 | 15 - 11              | Non qualifié         | Non qualifié    | -                               | -                              | Jérémy Beaufort   |
| 2024-2025 | 4 NM2                | Poule A              | en cours             | en cours             | en cours             | Non qualifié    | en cours                        | en cours                       | Mostafa El Hafidi |

Légende : 3,4,5 : échelons de la compétition

## Personnages emblématiques

### Joueurs célèbres ou marquants
- Mieteck Lopatka
- Alain Thinet
- Alain Crespo
- Antoine Bruyas
- Maurice Buffière
- Lukasz Biela
- Tyronne McNeal
- Jeff Rush
- James St Robert
- Ivan Tilev
- Bogdan Kolakovic
- Hugues Malor
- Alioune Gueye
- Robert Trapeaux

### Présidents
- Depuis le 11 Septembre 2020 : Antoine Colombo
- 2010 - 2020 : Joël Chaux
- 2000 - 2010 : Jean-Paul Forestier
- 1998 - 2000 : Raymond Giovannaci
- 1991 - 1998 : Jean-Luc Marcoux
- 1982 - 1991 : Alain Duplan
- 1981 - 1982 : Bertrand Dutreuil
- 1978 - 1981 : André Daval
- 1976 - 1978 : Antoine Pierre
- 1975 - 1976 : Jean-Jacques Giroud
- 1953 - 1975 : Antoine Pierre
- Mars à Juin 1951 : Dr Maisonneuve
- 1945 - 1953 : Felix Palmier
- 1938 - 1945 : Marcel Rolland
- 1934 - 1938 : Marius Huguet

### Entraîneurs
- sep. - nov. 2024 : Mostafa El Hafidi
- 2017 - 2024 : Jérémy Beaufort
- 2014 - 2017 : Guillaume Pons

## Enceinte sportive
Entre 1946 et 2023, le BCM a évolué dans la salle du complexe sportif de Beauregard, renommée salle Cherblanc en 2008. Il s'agissait d'une des plus anciennes salles de basket d'Europe en activité. Depuis la saison 2023, Montbrison évolue dans la salle André Dubruc, d'une capacité allant jusqu'à 1000 places

## Tournoi international de Pâques
En 1945, le BCM est invité à prendre part au "Tournoi de Noël" initié par le Sanas BC Lausanne, chose très rare à cette époque. Emballés par cette expérience et pour rendre l'invitation, les dirigeants de Montbrison décident de créer le "Tournoi international de Pâques". La première édition a lieu en 1946 et invite les équipes de Lausanne, du Royal IV de Bruxelles et de l'AS Monaco.
Initialement passager, le tournoi devient un des plus prestigieux en France et une référence en Europe. En effet, les plus grands clubs de l'époque ont foulé le parquet de Montbrison : Real Madrid, Étoile rouge de Belgrade, CSP Limoges, ...
Le tournoi senior commençant à s'essouffler à la fin des années 60, un tournoi international benjamins est alors créé en 1971. Ce dernier est toujours en activité, il porte désormais le nom de son fondateur André Dubruc.
1996 correspond à la dernière année du Tournoi de Pâques, il aura vu passer en 50 ans des équipes de plus de 20 nationalités différentes.